# フランス語能力テスト
フランス語能力テスト（TCF、Test de connaissance du français）は、フランス語を母語としない者を対象としたフランス語についての能力試験。

## 概要
TCFは、非フランス語圏の全ての希望者を対象とした、一般的なフランス語に関する語学レベルについての試験であり、教育や就職等に活用する目的で行われている。簡単かつ信頼できるやり方により、迅速にフランス語についての能力を判定し、認定するものである。
TCFは、多くの大学により、入学に際してのフランス語能力の判定手段として認知されているほか、就職に際しての能力認定などにも用いられている。また、カナダのケベック州の移住手続にも組み入れられている。
義務的設問と付加的設問により構成されており、具体的には、読解、リスニングそれに文章構造の設問については必ず受験しなければならないが、筆記と口述の設問については付加的設問とされている。

## 実施主体
フランス国民教育省に代わり、教育研究国際センター（CIEP、Centre international d'études pédagogiques）が実施している。

## 受験者数
TCFの受験者数は、2004年には、45,000人を超えている。

## 備考
- 2002年12月より、TCFはISO9001:2000を取得している。